# Медисин-Хат Тайгерс
«Медисин-Хат Тайгерс» (англ. Medicine Hat Tigers) — юниорский хоккейный клуб, выступающий в Западной хоккейной лиге (WHL). Клуб расположен в городе Медисин-Хат, провинция Альберта, Канада.

## История
Созданная в 1970 году команда выиграла два Мемориальных Кубка и пять розыгрышей кубка Западной хоккейной лиги, всего семь чемпионских званий. Команда играет на стадионе «Ко-оп Плэйс». До этого выступали на «Медисин-Хат Арена».
В 2007 году в финале Мемориального Кубка проиграли команде «Ванкувер Джайентс» со счётом 3-1.

## Известные игроки
- Лэнни Макдональд (1971—1973) обладатель Кубка Стэнли.
- Тревор Линден (1985—1988)
- Крис Осгуд (1989—1992) — трёхкратный обладатель Кубка Стэнли.
- Роб Нидермайер (1990—1993) — обладатель Кубка Стэнли.
- Брайан Маккейб (1991—1993)
- Ярослав Обшут (1996—1997)
- Джейсон Чимера (1996—1999)
- Мартин Цибак (1998—2000) — обладатель Кубка Стэнли.
- Джей Боумистер (1999—2002)
- Джоффри Лупул (2000—2003)
- Дерек Бугард (2001—2003)
- Крис Расселл (2003—2007)
- Дерек Дорсетт (2004—2007)
- Даррен Хелм (2004—2007) — обладатель Кубка Стэнли.
- Тайлер Эннис (2005—2009)

## Рекорды
| Рекорды команды                    |       |         |
| Статистика                         | Всего | Сезон   |
| Очки                               | 109   | 1985–86 |
| Победы                             | 54    | 1985–86 |
| Наибольшее кол-во забитых шайб     | 404   | 1983–84 |
| Наименьшее кол-во забитых шайб     | 185   | 1998–99 |
| Наименьшее кол-во пропущенных шайб | 143   | 2004–05 |
| Наибольшее кол-во пропущенных шайб | 479   | 1978–79 |